# La Giettaz
La Giettaz is een gemeente in het Franse departement Savoie (regio Auvergne-Rhône-Alpes). De gemeente ligt in de Aravis, een langgerekte bergketen en aan de voet van de Col des Aravis. De gemeente telde 488 inwoners in 1999. De plaats maakt deel uit van het arrondissement Albertville.

## Geografie
De oppervlakte van La Giettaz bedraagt 36,1 km², de bevolkingsdichtheid is 13,5 inwoners per km².
De onderstaande kaart toont de ligging van La Giettaz met de belangrijkste infrastructuur en aangrenzende gemeenten.

## Demografie
Onderstaande figuur toont het verloop van het inwonertal.
Beaufort · Césarches · Cohennoz · Crest-Voland · Flumet · La Giettaz · Hauteluce · Marthod · Notre-Dame-de-Bellecombe · Pallud · Queige · Saint-Nicolas-la-Chapelle · Thénésol · Ugine · Venthon · Villard-sur-Doron